# Koprivnički Ivanec
Koprivnički Ivanec è un comune della Croazia di 2 361 abitanti della regione di Koprivnica e Križevci.